# Charles Emmanuel Biset

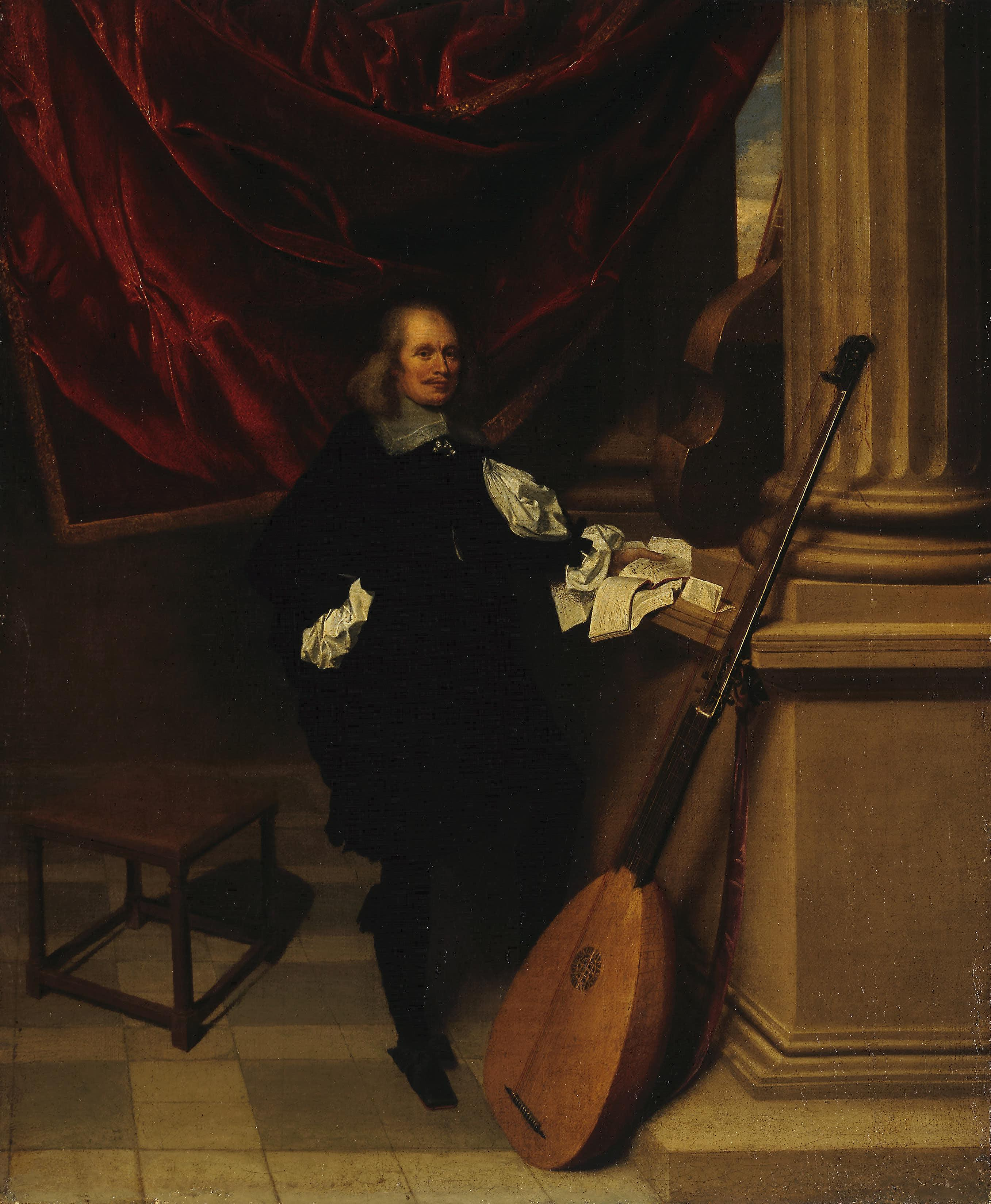
Biset: Ritratto d'un musicista

Charles Emmanuel Biset (Malines, 1633 – Breda, 1680 circa) è stato un pittore fiammingo, tra i massimi esponenti della pittura fiamminga.

## Biografia
Non sappiamo quasi niente della sua formazione. Sappiamo solo che, molto giovane, si trasferì a Parigi, dove ottenne subito un ottimo successo. La sua pittura, che rappresentava spesso e volentieri eleganti concerti, balli o eventi mondani (veniva chiamato stile à conversations), era infatti particolarmente adatto ai gusti francesi dell'epoca.
Ciononostante, l'amore per la patria natìa lo fece ritornare ad Anversa, dove divenne direttore dell'Accademia nel 1674. Nonostante disegnasse personaggi pieni di vita, il risultato finale risultava freddo e grigio (secondo una precisa scelta pittorica); il suo capolavoro principale, il quadro William Tell preparing to shoot the Apple from the Head of his Son, è tuttora esposto ed ammirato a Bruxelles. Un altro famoso quadro, Family Group, è invece esposto al Museo di Rotterdam. Morì a Breda nel 1680 o 1685. Suo figlio Jan Baptist Biset divenne a sua volta un discreto pittore.